# William A. Seiter
William A. Seiter (Nueva York, 10 de junio de 1890-Beverly Hills, California; 26 de julio de 1964) fue un director cinematográfico de nacionalidad estadounidense.

## Biografía
Nacido en la ciudad de Nueva York, estudió en la Hudson River Military Academy. Seiter se inició en el cine en 1915 haciendo un pequeño papel para los Keystone Studios de Mack Sennett, confirmándose como director en 1918. 
A mediados de los años 1920, Seiter era el principal director de Universal Studios en las populares cintas de Reginald Denny, en la mayoría de las cuales actuaba la que entonces era su esposa, Laura La Plante (su segunda mujer fue la también actriz Marian Nixon). De este período destacan las cintas The Beautiful and Damned y The Family Secret. 
A principios de la era del cine sonoro, Seiter colaboró a la subida a la fama del dúo cómico de RKO Pictures formado por Bert Wheeler y Robert Woolsey, con películas como Caught Plastered (1931) y Diplomaniacs (1933). También dirigió a Stan Laurel y Oliver Hardy en el largometraje Sons of the Desert (1933). Otras de sus películas destacadas fueron Sunny, Going Wild, Kiss Me Again, Hot Saturday, Way Back Home, Girl Crazy, Rafter Romance, Roberta, Room Service, Susannah of the Mounties, Allegheny Uprising, You Were Never Lovelier, Up in Central Park y One Touch of Venus. 
Entre las muchas estrellas dirigidas por Seiter a lo largo de su dilatada carrera figuran Shirley Temple, Fred Astaire, Ginger Rogers, Henry Fonda, Margaret Sullavan, Jack Haley, Deanna Durbin, Jean Arthur, John Wayne, Fred MacMurray, Lucille Ball, Rita Hayworth y los Hermanos Marx. 
En sus últimas cuatro cintas antes de retirarse en 1954, una de ellas The Lady Wants Mink, Seiter fue productor y director. 
William A. Seiter falleció en Beverly Hills, California, en 1964, a causa de un infarto agudo de miocardio, a los 74 años de edad. Fue enterrado en el Cementerio Forest Lawn Memorial Park de Glendale (California). Su nieto es el guionista Ted Griffin.

## Filmografía

### Director
- The Honeymoon Roll (1915)
- Gold-Bricking Cupid (1915)
- Beauties and Bombs (1918)
- Beach Birds  (1918)
- In and Out (1918)
- Love and Lunch (1918)
- Oh! What a Day  (1918)
- The Fly Ball  (1918)
- Ain't It So?  (1918)
- Camouflage  (1918)
- Some Baby!  (1918)
- In a Pinch (1919)
- Their Day of Rest (1919)
- After the Bawl (1919)
- Close to Nature (1919)
- Honeymooning (1919)
- Why Divorce? (1919)
- Moving Day (1919)
- The Little Dears (1919)
- A Sure Cure (1919)
- The Kentucky Colonel (1920)
- Hearts and Masks (1921)
- Passing Through (1921)
- The Foolish Age (1921)
- Eden and Return (1921)
- Boy Crazy (1922)
- Gay and Devilish (1922)
- The Understudy (1922)
- Up and at 'Em (1922)
- When Love Comes (1922)
- The Beautiful and Damned (1922)
- Bell Boy 13 (1923)
- Little Church Around the Corner (1923)
- Daddies (1924)
- The White Sin (1924)
- His Forgotten Wife (1924)
- Listen Lester (1924)
- The Family Secret (1924)
- Helen's Babies (1924)
- The Fast Worker (1924)
- The Mad Whirl (1925)
- Dangerous Innocence (1925)
- The Teaser (1925)
- Where Was I? (1925)
- What Happened to Jones (1926)
- Skinner's Dress Suit (1926)
- Rolling Home (1926)
- Take It from Me (1926)
- The Cheerful Fraud (1926)
- Out All Night (1927)
- The Small Bachelor (1927)
- Thanks for the Buggy Ride (1928)
- Good Morning, Judge (1928)
- Happiness Ahead (1928)
- Waterfront (1928)
- Outcast (1928)
- Synthetic Wife (1929)
- Synthetic Sin (1929)
- Why Be Good? (1929)
- Prisoners (1929)
- Smiling Irish Eyes (1929)
- Footlights and Fools (1929)
- The Love Racket (1929)
- Strictly Modern (1930)
- The Flirting Widow (1930)
- Back Pay (1930)
- Kiss Me Again (1930)
- The Truth About Youth (1930)
- Sunny (1930)
- Going Wild (1930)
- Full of Notions (1931)
- L'Aviateur (1931)
- Big Business Girl (1931)
- Too Many Cooks (1931)
- Caught Plastered (1931)
- Way Back Home (1931)
- Peach-O-Reno (1931)
- Girl Crazy (1932)
- Young Bride (1932)
- Is My Face Red? (1932)
- Hot Saturday (1932)
- If I Had a Million, segmento The Three Marines (1932)
- Hello, Everybody! (1933)
- Diplomaniacs (1933)
- Professional Sweetheart (1933)
- Rafter Romance (1933)
- Chance at Heaven (1933)
- Sons of the Desert (1933)
- Sing and Like It (1934)
- Love Birds (1934)
- We're Rich Again (1934)
- The Richest Girl in the World (1934)
- Roberta (1935)
- The Daring Young Man (1935)
- Orchids to You (1935)
- In person (1935)
- Búsquenme una novia (If You Could Only Cook) (1935)
- The Moon's Our Home (1936)
- The Case Against Mrs. Ames (1936)
- Dimples (1936)
- Stowaway (1936)
- La contraseña (1937)
- The Life of the Party (1937)
- Life Begins in College (1937)
- Sally, Irene and Mary (1938)
- Three Blind Mice (1938)
- Room Service (1938)
- Thanks for Everything (1938)
- The Little Princess sin acreditar/dirección de Walter Lang (1939)
- Susannah of the Mounties (1939)
- Allegheny Uprising (1939)
- Appointment for Love (1940)
- It's a Date (1940)
- Hired Wife (1940)
- Nice Girl? (1941)
- Broadway (1942)
- You Were Never Lovelier (1942)
- The Lady Takes a Chance (1943)
- Destroyer (1943)
- Belle of the Yukon (1944)
- The Affairs of Susan (1945)
- It's a Pleasure (1945)
- The Night with You (1945)
- Lover Came Back (1946)
- Little Giant (1946)
- I'll Be Yours (1947)
- One Touch of Venus (1948)
- Borderline (1959)
- Dear Brat (1951)
- The Lady Wants Mink (1953)
- Champ for a Day (1953)
- Make Haste to Live (1954)